# Detroit Shock
Die Detroit Shock waren ein US-amerikanisches Basketballfranchise der Women’s National Basketball Association aus Auburn Hills im Bundesstaat Michigan. Es wurde 1996 gegründet und nahm zum Beginn der Saison 1997 den Spielbetrieb auf. Die Teamfarben waren Rot, Blau und Weiß. Am 20. Oktober 2009 verkündete die WNBA, dass das Franchise nach Tulsa umgesiedelt wird, wobei der Name des Teams nicht geändert wurde.
Die Shock trugen ihre Heimspiele im Palace of Auburn Hills aus. In der Zeit ihres Bestehens gewann das Franchise drei Mal die Meisterschaft, wodurch sie nach den Houston Comets (vier Meistertitel) die erfolgreichste WNBA-Mannschaft waren.

## Geschichte

### Schwieriger Start (1998 bis 2002)
Die Shock traten 1998 der WNBA bei, ein Jahr nach dem diese Liga ihre erste offizielle Saison austrug. In der Saison 1998 wurden die Shock von Nancy Lieberman trainiert. Lieberman konnte mit den Shock 17 von 30 Saison-Spielen gewinnen, jedoch verpassten sie die Playoffs nur sehr knapp um nur einen Sieg. Trotzdem war diese Leistung für einen Liganeuling beachtlich. In der Saison 1999 konnten die Shock nur 15 von 32 Spielen gewinnen, trotzdem qualifizierten sie sich dieses Mal für die Playoffs, wo sie auf die Charlotte Sting trafen. Die Sting gewannen das einzige Spiel dieser Serie mit 60–54. In der Saison 2000 gewannen die Shock nur mehr 14 von 32 Spielen, was knapp nicht für den Einzug in die Playoffs reichte. Im WNBA Draft 2001 entschieden sich die Shock für Deanna Nolan, die an der insgesamt sechsten Stelle von Detroit ausgewählt wurde. Nolan wurde langsam zum Star der Shock, jedoch konnte auch sie nicht verhindern, dass die Shock weiter abstürzten und nur 10 von 32 Spielen gewinnen konnten. Auch in der Saison 2002 war keine Verbesserung in Sicht, als sie nur 9 von 32 Spielen gewannen. Diese Saison war die wohl schlechteste in der Geschichte der Shock.

### Erster Titel (2003)
Nach den mäßigen Erfolgen von Lieberman wurde diese entlassen und durch Bill Laimbeer ersetzt. Mit Laimbeer kam neuer frischer Wind in die Organisation der Shock, der Kader wurde zum größten Teil verändert, viele Spielerinnen kamen, viele gingen. Laimbeer verkündete bereits am Beginn der Saison, dass die Detroit Shock in der Saison 2003 die WNBA-Meisterschaft gewinnen werden. Am Ende sollte Laimbeer mit dieser Aussage recht behalten. Die Shock beendeten die Saison mit 25 Siegen in 34 Spielen auf den ersten Platz in der Eastern Conference als auch in der gesamten Liga. In den Playoffs gewannen die Shock in den Conference Semifinals zunächst gegen die Cleveland Rockers knapp mit 2–1 in Spielen. In den Eastern Conference Finals bezwangen sie die Connecticut Sun klar mit 2–0 in Spielen. In den WNBA-Finals trafen sie auf den amtierenden Champion aus Los Angeles, den Los Angeles Sparks. Die Shock bezwangen die Sparks mit 2–1 in Spielen. Das dritte und entscheidende Spiel gewannen die Shocks knapp vor 22.076 Zuschauern mit 83–78. Somit hieß der WNBA-Meister erstmals nach sechs Jahren weder Houston Comets noch Los Angeles Sparks. Beeindruckend an diesem Erfolg ist noch heute, dass die Shock die vorherige Saison noch als das schlechteste Team der gesamten Liga beendete.

### Mäßige Erfolge (2004 bis 2005)
An den Leistungen von der vorherigen Saison konnten die Shock in der Saison 2004 nicht anschließen und gewannen mit 17 Siegen nur die Hälfte der Saison-Spiele. Die Shock qualifizierten sich gerade noch für die Playoffs, wo sie bereits in den Conference Semifinals an den New York Liberty scheiterten. Auch die Saison 2005 verlief nicht viel unterschiedlicher. Die Shock qualifizierten sich nach 16 Siegen in der regulären Saison wieder als letztes Team für die Playoffs, wo sie dieses Mal an den Connecticut Sun scheiterten.

### Der Beginn einer Dynasty (2006 bis 2009)
Nach den mäßigen Erfolgen in den vorherigen Saisons wurde Rick Mahorn von Laimbeer zum neuen Assistenztrainer ernannt. Es sah so aus, als würden sich Veränderungen im Trainerstab positiv auf die Leistungen der Spielerinnen auswirken, denn in der Saison 2006 konnten die Shock mit 23 Siegen in 34 Spielen, wieder den größten Teil ihrer Spiele gewinnen. Mit dieser positiven Bilanz qualifizierten sie sich als bereits zweites Team aus der Eastern Conference für die Playoffs, wo sie in den Conference Semifinals nicht viel Mühe mit den Indiana Fever hatten. In den Eastern Conference Finals trafen die Shock auf die Sun, gegen die sie in der vorherigen Saison in den Playoffs noch chancenlos in zwei Spielen verloren hatten. Doch in einer hart umkämpften Serie gewannen die Shock schließlich mit 2–1 in Spielen. In den Finals trafen die Shock wieder auf einen amtierenden Meister, dieses Mal auf die Sacramento Monarchs. In den ersten vier Spielen konnte jedes Team ein Heim- und Auswärtsspiel ganz klar für sich entscheiden. Im fünften und entscheidenden Spiel in Detroit gab es die einzige ausgeglichene Begegnung dieser Serie. Die Monarchs führten zur Halbzeit mit 44–36, jedoch konnten die Shock mit einem sehr starken dritten Viertel, das sie 22–9 für sich entschieden, die Partie noch drehen. Am Ende gewannen die Shock das Spiel knapp mit 80–75 und damit auch die Meisterschaft. Die Shock setzten alles daran in der Saison 2007 ihren Titel erfolgreich zu verteidigen. Die reguläre Saison beendeten sie mit 24 Siegen in 34 Spielen auf den insgesamt ersten Platz. In den Playoffs standen die Shock bereits in den Conference Semifinals vor dem aus. Die Liberty konnten das erste Spiel klar mit 73–51 gewinnen. Im zweiten Spiel lagen die Liberty lange klar in Führung, doch aufgrund vieler Fehler in der Schlussphase kamen die Shock immer näher heran und gewannen dieses Spiel schließlich 76–73. Im dritten und letzten Spiel dieser Serie konnten die Shock erst in der Overtime die Liberty mit 71–70 bezwingen. Auch in den Eastern Conference Finals verloren die Shock das erste Spiek klar, jedoch konnten die Shock die beiden weiteren Spiele vor Heimpublikum klar für sich entscheiden. Somit standen die Shock auch in dieser Saison in den Finals, wo sie dieses Mal auf die Phoenix Mercury trafen, die in den Playoffs jedes Spiel gewinnen konnten. Die Shock gingen in dieser Serie zwei Mal in Führung, jedoch schafften es die Mercury immer wieder auszugleichen. Somit gab es wie in der vorherigen Saison ein alles entscheidendes fünftes Spiel, das die Shock am Ende klar mit 92–108 verloren. In der Saison 2008 konnten die Shock den Thron zurückerobern. Die reguläre Saison beendeten die Shock als beste Mannschaft der Eastern Conference. Nach zwei knappen Siegen in den Conference Semifinals und Conference Finals standen die Shock zum dritten Mal in Folge in den Finals, wo sie auf die beste Mannschaft der regulären Saison trafen, den San Antonio Silver Stars. In den Finals konnten sie die ersten drei Begegnungen klar für sich entscheiden, was den dritten Titel für die Shock in den letzten fünf Jahren bedeutete.

### Umsiedlung von Detroit nach Tulsa und weiter nach Dallas (ab 2009)
Nach einer Saison die im Conference Final endete verlautbarte am 20. Oktober 2009 WNBA-Präsidentin Donna Orender gemeinsam mit den Investoren Bill Cameron, David Box, Tulsa-Bürgermeisterin Kathy Tylor, dem Gouverneur von Oklahoma Brad Henry und Cheftrainer Nolan Richardson, dass das Franchise der Detroit Shock nach Tulsa umgesiedelt wird. Am 23. Januar 2010 wurde bekannt gegeben, dass sich der Teamname nicht ändern wird, jedoch die Teamfarben, die ab der Saison 2010 schwarz, rot, goldfarben sind.
 Weitere Geschichte bei: Tulsa Shock
 Zur Saison 2016 wurde das Team von Tulsa nach Dallas umgesiedelt und in Dallas Wings umbenannt.
 Weitere Geschichte bei: Dallas Wings

## Erfolge und Ehrungen

### Sportliche Erfolge
Zu Beginn hatten das Team die üblichen Schwierigkeiten eines neuen Franchises. Der Erfolg kam erst unter dem Trainer Bill Laimbeer, der als Spieler mit den Detroit Pistons NBA-Meister war, nach Detroit. Die Shock gewannen in den Saisons 2003, 2006 und 2008 die WNBA-Meisterschaft. Damit waren die Shock bei der Umsiedlung im Jahr 2009 nach den Houston Comets (4 Titel) das erfolgreichste Franchise in der WNBA.

### Individuelle Auszeichnungen
Coach of the Year Award: Die Auszeichnung für den besten Trainer der regulären Saison erhielt 2003 Bill Laimbeer, der in dieser Saison die Shock auch zu deren ersten Titel führte.
- 2003 – Bill Laimbeer

Finals MVP Award: Die Shock gewannen 2003, 2006 und 2008 die Meisterschaft und da es üblich ist, dass diese Auszeichnung an die herausragendste Spielerin der Siegermannschaft vergeben wird, ging dieser Award bereits drei Mal an eine Spielerin der Shock.
- 2003 – Ruth Riley
- 2006 – Deanna Nolan
- 2008 – Katie Smith

Rookie of the Year Award: Die junge Cheryl Ford wurde 2003 zum besten Newcomer der Saison ernannt.
- 2003 – Cheryl Ford

Sixth Woman of the Year Award : Plenette Pierson war die erste Spielerin der WNBA die den Titel der besten "Ergänzungsspielerin" erhielt.
- 2007 – Plenette Pierson

Peak Performer: Diese Auszeichnung wird an Spielerin vergeben die in einer gewissen Kategorie die Liga anführen. Zu Beginn der WNBA wurden die Kategorien mehrfach geändert; zum Beispiel erhielt Sandy Brondello 1998 deshalb den Award, weil sie die beste Freiwurfquote der Liga verzeichnete. 2005 und 2006 erhielt Cheryl Ford diese Auszeichnung, weil sie den besten Reboundsschnitt der Liga hatte. Mittlerweile werden wie in der NBA die Besten in den Kategorien Punkte, Assists und Rebounds geehrt.
- 1998 – Sandy Brondello (Freiwurfquote)
- 2005 – Cheryl Ford (Rebounds)
- 2006 – Cheryl Ford (Rebounds)

Weitere Auszeichnungen wurden von Shock-Spielerinnen gewonnen während das Team in Tulsa beheimatet war.

### Saison für Saison
Abkürzungen: Sp. = Spiele, S = Siege, N = Niederlagen
| Saison                                  | Sp. | S   | N   | Siege in % | Platz                  | Playoffs |
| 1998                                    | 30  | 17  | 13  | 56,7       | 4., Eastern Conference | nicht qualifiziert |
| 1999                                    | 32  | 15  | 17  | 46,9       | 2., Eastern Conference | Niederlage im Conference Semifinal, 0:1 (Charlotte Sting) |
| 2000                                    | 32  | 14  | 18  | 43,8       | 5., Eastern Conference | nicht qualifiziert |
| 2001                                    | 32  | 10  | 22  | 31,3       | 7., Eastern Conference | nicht qualifiziert |
| 2002                                    | 32  | 9   | 23  | 28,1       | 8., Eastern Conference | nicht qualifiziert |
| 2003                                    | 34  | 25  | 9   | 73,5       | 1., Eastern Conference | Sieg in den Conference Semifinals, 2:1 (Cleveland Rockers) Sieg im Conference Final, 2:0 (Connecticut Sun) WNBA-Meister, 2:1 (Los Angeles Sparks)                 |
| 2004                                    | 34  | 17  | 17  | 50,0       | 3., Eastern Conference | Niederlage in den Conference Semifinals, 1:2 (New York Liberty)                                                                                                   |
| 2005                                    | 34  | 16  | 18  | 47,1       | 4., Eastern Conference | Niederlage in den Conference Semifinals, 0:2 (Connecticut Sun) |
| 2006                                    | 34  | 23  | 11  | 67,6       | 2., Eastern Conference | Sieg in den Conference Semifinals, 2:0 (Indiana Fever) Sieg in den Conference Finals, 2:1 (Connecticut Sun) WNBA-Meister, 3:2 (Sacramento Monarchs)               |
| 2007                                    | 34  | 24  | 10  | 70,6       | 1., Eastern Conference | Sieg in den Conference Semifinals, 2:1 (New York Liberty) Sieg in den Conference Finals, 2:1 (Indiana Fever) Niederlage in den WNBA Finals, 2:3 (Phoenix Mercury) |
| 2008                                    | 34  | 22  | 12  | 64,7       | 1., Eastern Conference | Sieg in den Conference Semifinals, 2:1 (Indiana Fever) Sieg in den Conference Finals, 2:1 (New York Liberty) WNBA-Meister, 3:0 (San Antonio Silver Stars)         |
| 2009                                    | 34  | 18  | 16  | 52,9       | 3., Eastern Conference | Sieg in den Conference Semifinals, 2:0 (Atlanta Dream) Niederlage in den Conference Finals, 1:2 (Indiana Fever)                                                   |
| Gesamt                                  | 396 | 210 | 186 | 53,0       |                        | 8 Playoff-Teilnahmen in 12 Saisons 17 Serien: 12 Siege, 5 Niederlagen 49 Spiele: 30 Siege, 19 Niederlagen (61,2 %)                                                |
| weiter bei Tulsa Shock und Dallas Wings |     |     |     |            |                        | |

## Trainer
| Name            | Saison        | Reguläre Saison | Reguläre Saison | Reguläre Saison | Playoffs | Playoffs | Playoffs |
| Name            | Saison        | GC              | W               | L               | GC       | W        | L        |
| Nancy Lieberman | 1998 bis 2000 | 62              | 32              | 30              | 1        | 0        | 1        |
| Greg Williams   | 2001 bis 2002 | 42              | 10              | 32              | –        | –        | –        |
| Bill Laimbeer   | 2002 bis 2009 | 274             | 165             | 109             | 43       | 27       | 16       |
| Rick Mahorn     | 2009          | 18              | 12              | 6               | 5        | 3        | 2        |

Nancy Lieberman war die erste Cheftrainerin in der Geschichte der Shock, sie übernahm in dieser Zeit auch den Posten des General Manager des Franchise. Die Shock waren zu dieser Zeit eines von wenigen Teams, die den Posten des Cheftrainers und General Managers mit einer Frau besetzten. Nach zwei Saisons wurde Lieberman entlassen und Greg Williams wurde zum neuen Cheftrainer ernannt. Als die Shock in der Saison 2002 mit 10 Niederlagen in Folge starteten, wurde Williams entlassen und Bill Laimbeer wurde der neue Cheftrainer und General Manager der Shock. Unter der Führung von Laimbeer gewannen die Shock in der Saison 2003 zum ersten Mal die Meisterschaft. Außerdem wurde er in dieser Saison zum Coach of the Year ernannt. Nach zwei erfolglosen Jahren konnten Laimbeer in der Saison 2006 bereits zum zweiten Mal mit den Shock die Meisterschaft gewinnen. Nachdem die Shock in der darauffolgenden Saison erst im letzten Spiel in den Finals von den Phoenix Mercury gestoppt wurden, konnte Laimbeer in der Saison 2008 bereits zum dritten Mal die Meisterschaft gewinnen, damit ist er einer der erfolgreichsten Trainer und General Manager in der WNBA. Im Juni 2009 legte er sein Amt als General Manager und Cheftrainer der Shock nieder. In der letzten Saison der Shock betreute Rick Mahorn, zuvor Assistenztrainer unter Laimbeer, die Mannschaft als Cheftrainer.

## Spielerinnen

### Erstrunden-Wahlrechte beim WNBA Draft
| Name                         | Jahr | Draft-Position |
| ---------------------------- | ---- | -------------- |
| Korie Hlede                  | 1998 | 4.             |
| Jennifer Azzi                | 1999 | 5.             |
| Edwina Brown Tamicha Jackson | 2000 | 3. 8.          |
| Deanna Nolan                 | 2001 | 6.             |
| Swin Cash                    | 2002 | 2.             |
| Cheryl Ford Kara Lawson      | 2003 | 3. 5.          |

| Name                             | Jahr | Draft-Position |
| -------------------------------- | ---- | -------------- |
| Iciss Tillis Shereka Wright      | 2004 | 11. 13.        |
| Kara Braxton Dionnah Jackson     | 2005 | 7. 13.         |
| Ivory Latta                      | 2007 | 11.            |
| Alexis Hornbuckle Tasha Humphrey | 2008 | 4. 11.         |
| Shavonte Zellous                 | 2009 | 11.            |

In den 12 Saisons in Detroit hatten die Shock insgesamt 16 Draftrechte in der ersten Runde des WNBA Drafts, so viele wie kaum eine andere Mannschaft in der WNBA in dieser Zeit. Die Shock waren dafür bekannt, dass sie nur selten ihren Erstrunden-Pick transferieren, somit hatten die Shock seit der Gründung bis auf 2006 immer mindestens einen Pick in der ersten Runde. Auch wenn die Shock sehr viele Erstrunden-Picks bis jetzt hatten, bot sich bis jetzt noch nicht die Möglichkeit eine Spielerin an der insgesamt ersten Position auswählen. Den höchsten Pick, den die Shock jemals hatten, war der insgesamt zweite im Jahr 2002. Die Shock entschieden sich für Swin Cash, die die Organisation jedoch nach der Saison 2007 in Richtung Seattle verließ. Von den Draft-Picks überzeugt in der Premierensaison vor allem Cheryl Ford die als Nummer drei im WNBA Draft 2003 am Saisonende die Auszeichnung als bester Neuling des Jahres erhielt.